# Новий Бельтир
Новий Бельтир (рос. Новый Бельтир) — село Кош-Агацького району Республіка Алтай Росії. Адміністративний центр Бельтирського сільського поселення.
Населення — 1213 осіб (2015 рік).